# Вилимпента
Вилимпѐнта (на италиански: Villimpenta, на местен диалект: Vilimpènta) е село и община в Северна Италия, провинция Мантуа, регион Ломбардия. Разположено е на 18 m надморска височина. Населението на общината е 2233 души (към 2014 г.).